# أساهارا شوكو
أساهارا شوكو (2 مارس 1955- 6 يوليو 2018) (باليابانية: 麻原 彰晃) اسمه الحقيقي هو تشيزو ماتسومو (松本 智津夫) حيث ماتسوموتو هو اسم العائلة. ولد في مدينة ياتسوشيرو، محافظة كوماموتو لأسرة لديها من الأبناء سبعة. هو مؤسس جماعة أوم شنريكيو الدينية ومتهم بتنفيذ هجوم بغاز السارين في مترو أنفاق طوكيو عام 1995 وعدد من الجرائم الأخرى.

## حياته
تلقى أسهارا تعليمه في مدرسة لذوي الاحتياجات الخاصة لأن نظره ضعيف للغاية ويكاد يكون أعمى، وتخرج في عام 1977. وبعد فشله في الالتحاق بالجامعة، بدأ ماتسومو في الاشتغال بالطب الصيني ليتحول بعد ذلك إلى اعتناق فلسفة جديدة وخليط من الأفكار الروحية.
في عام 1981 اتهم أساهارا بممارسة الصيدلة دون رخص وحكم عليه بغرامة 200.000 ين ياباني.
بدأ أساهارا بدراسة العديد من المبادئ الدينية، بدأ من الأبراج الصينية، مرورا بالطاوية، إلى أن وصل إلى مفاهيم اليوغا والبوذية الهندية.

## تأسيس أوم شنريكيو
بعد رحلة حج إلى منطقة الهيمالايا قام بها في عام 1987 غير اسمه إلى شوكو أسهارا وأطلق على جماعته اسم «أوم شينريكيو»، وترمز «أوم» إلى أحد الرموز الهندوسية المقدسة، بينما تعني كلمة «شينريكيو» الحقيقة المطلقة.
يزعم أسهارا أنه يجسد إلها هندوسي يدعى شيفا، كما تعهد بقيادة أتباعه للخلاص في معركة أرمجدون الفاصلة.
نجح أساهارا في تأسيس فرع لأوم شنريكيو في موسكو ودعم من قبل نائب رئيس الوزراء الروسي في حينها أوليغ لوبوف، وعرضت الراديو الروسية الفدرالية برنامج يومي لأساهارا بين الساعة التاسعة إلى العاشرة مساءً في الفترة بين عامي 1992 و1994.

## حادثة غاز السارين
في 20 مارس 1995، قام أعضاء من أوم شنريكيو بتنفيذ هجوم في مترو أنفاق طوكيو باستخدام غاز السارين، أدت إلى مقتل 12 شخص وتأثر الآلاف من آثار الغاز. على أثر هذه العملية اعتقل عشرات المنتمين للجماعة وتم إيقاف نشاط الجماعة نهائيا. كما اعتقل أساهارا شوكو بعد أن وجد في غرفة تابعة للجماعة يتأمل.
تم توجيه تهمة قتل 27 شخص في 13 حادثة منفصلة لأساهارا، حيث تبين أن أساهارا قام بإصدار الأوامر لتنفيذ هجوم مترو أنفاق طوكيو بهدف حسب ادعائه «إزاحة الحكومة وتنصيب نفسه ملكا على اليابان».
في 15 سبتمبر 2006 حكم بالإعدام على أساهارا شوكو بعد محاكمة طويلة دامت ما يقارب عشر سنوات بعد أن رفضت المحكمة الأخذ بمبررات الدفاع الذي شدد على أن أساهارا مختل عقليا لا يمكن التواصل معه على ما ذكرت وسائل الإعلام، ونفذ الحكم بتاريخ 6/7/2018.

## وصلات خارجية
- أساهارا شوكو على موقع IMDb (الإنجليزية)
- أساهارا شوكو على موقع الموسوعة البريطانية (الإنجليزية)
- أساهارا شوكو على موقع ميوزك برينز (الإنجليزية)
- أساهارا شوكو على موقع إن إن دي بي (الإنجليزية)
- فيديو وثائقي عن جماعة أوم شنريكيو اليابانية وزعيمها أساهارا شوكو، من قناة الجزيرة على يوتيوب.